# Francisco Javier Ruiz Bonilla

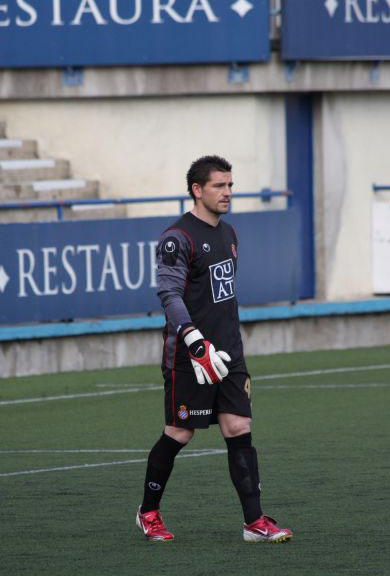
Javi Ruiz

Francisco Javier Ruiz Bonilla (Almería, 15 maart 1980), voetbalnaam Javi Ruiz, is een Spaans voetballer. Hij speelt als doelman bij CD Roquetas.

## Clubvoetbal
Javi Ruiz begon zijn profloopbaan in 1999 bij FC Barcelona C. In 2000 kwam hij bij FC Barcelona B, maar bij dit team wist de doelman nooit een vaste waarde te worden. Javi Ruiz kwam niet verder dan een reserverol achter eerst José Manuel Reina en later Víctor Valdés, Albert Jorquera en Rubén Martínez. Na eerdere verhuurperiodes bij Gimnàstic de Tarragona (2002), UD Almería (2002/2003) en CF Badalona (2005), verliet Javi Ruiz FC Barcelona in 2006 definitief. Hij werd gecontracteerd door UE Sant Andreu. Na de degradatie van deze club in 2007 van de Segunda División B naar de Tercera División vertrok Javi Ruiz naar AD Adra. In januari 2008 werd hij gecontracteerd door RCD Espanyol, dat vanwege de deelname van Carlos Kameni aan de Afrika Cup 2008 en de blessure van Iñaki Lafuente een tekort aan doelmannen had. Medio 2010 verliet hij transfervrij de club en tekende bij Polideportivo Ejido. Sinds 2011 komt hij uit voor CD Roquetas.